# Anke Brockmann

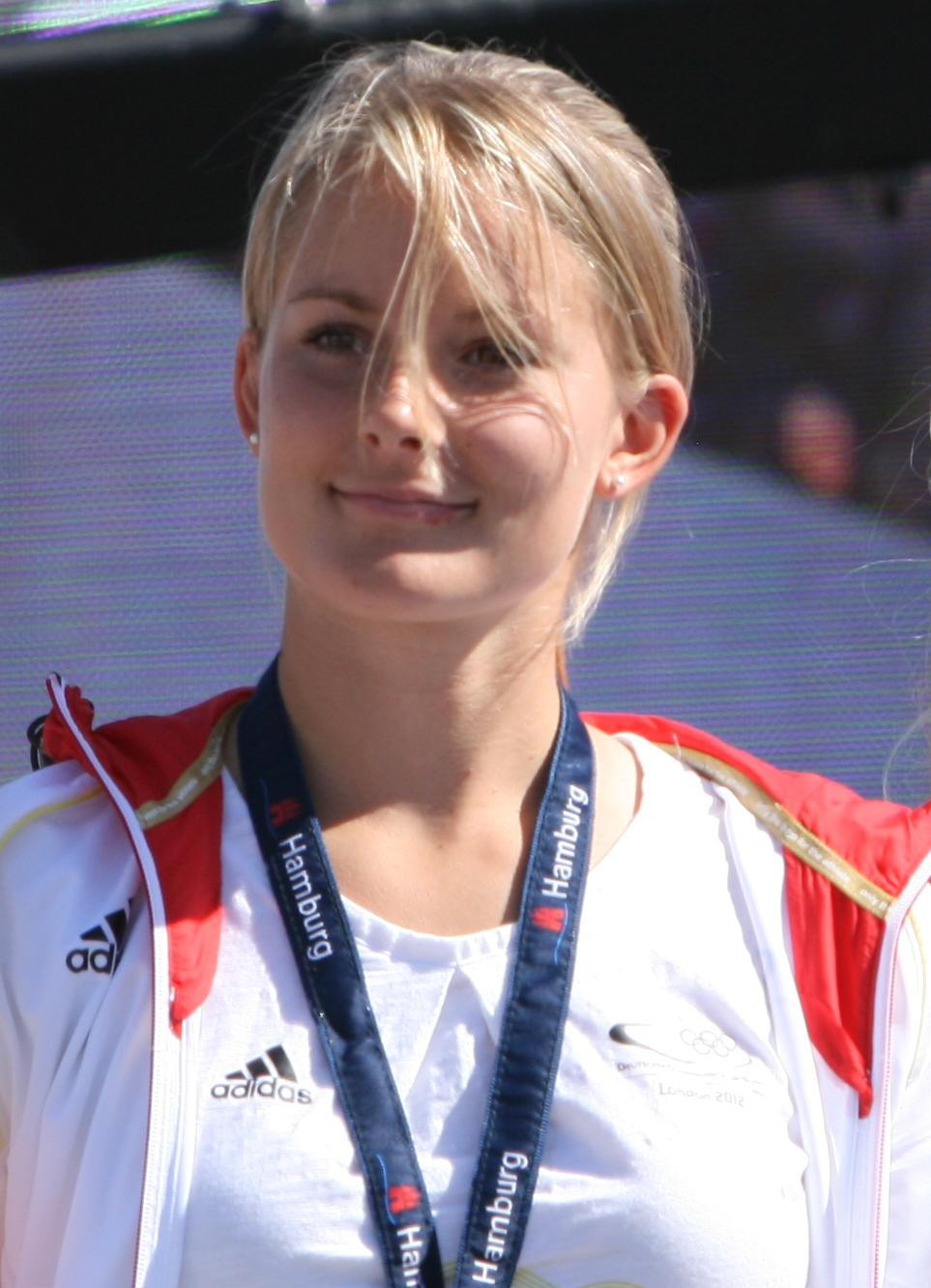
Anke Brockmann 2012

Anke Brockmann (* 19. August 1988 in Berlin-Neukölln) ist eine deutsche Hockeyspielerin.
Brockmann war 2003 erstmals in Jugendmannschaften für den Deutschen Hockey-Bund aktiv. 2008 siegte sie mit der deutschen Mannschaft bei der U21-Europameisterschaft. Am 22. Januar 2010 debütierte die Abwehrspielerin in der deutschen Hockeynationalmannschaft im Rahmen der Hallenhockey-Europameisterschaft in Duisburg, die deutsche Mannschaft belegte am Ende den dritten Platz. Bei der Champions Trophy 2012 erreichte Brockmann mit der deutschen Mannschaft den vierten Platz.
Anke Brockmann hat 37 Länderspiele absolviert, davon fünf in der Halle.(Stand 3. Juli 2012)
Brockmann spielt beim Berliner HC, mit dem sie 2010 deutscher Meister wurde. Sie studiert Sport und Grundschulpädagogik.